# Stephanie Szostak
Stephanie Szostak (Párizs, 1975. augusztus 5. –) francia színésznő.
Legismertebb alakítása Grace Truman a Hűtlen vágyak című sorozatban. A Vasember 3. című filmben is szerepelt.

## Élete
Párizs külvárosában nőtt fel. Az Amerikai Egyesült Államokba költözött, hogy üzleti tanulmányokat folytasson a College of William & Mary-ben Williamsburgben, ahol a női egyetemi golfcsapatban játszott.
Miután diplomát szerzett marketing szakon, New Yorkba költözött, és a Chanelnél dolgozott a marketing területén. Ezután színészi órák elvégzése után színészetre váltott.
Szostak férjezett neve lengyel. Jelenleg New York mellett él férjével, Britt Szostakkal és két fiával.

## Filmográfia

### Filmek
| Év   | Magyar cím                                    | Eredeti cím                   | Szerep             | Magyar hang       |
| ---- | --------------------------------------------- | ----------------------------- | ------------------ | ----------------- |
| 2003 |                                               | Si' Laraby                    | Nadezhda           |                   |
| 2004 |                                               | Zimove vesilya                | Nina               |                   |
| 2005 |                                               | Satellite                     | Ro Mars            |                   |
| 2006 |                                               | Cosa Bella                    | Delphine           |                   |
| 2006 | Az ördög Pradát visel                         | The Devil Wears Prada         | Jacqueline Follet  |                   |
| 2008 |                                               | Eavesdrop                     | francia nő         |                   |
| 2008 |                                               | Life in Flight                | Alex               |                   |
| 2008 |                                               | The Sexes                     | Florence           |                   |
| 2008 |                                               | Letting Go                    | Estella            |                   |
| 2009 |                                               | Four Single Fathers           | Monique            |                   |
| 2009 | A vajszívű                                    | The Good Heart                | Sarah              | Koncz-Kiss Anikó  |
| 2009 | Anya a pácban                                 | Motherhood                    | Sandrine Dumas     |                   |
| 2009 | Újrakezdők – Szerelmes szingli szittert keres | The Rebound                   | Alice Marnier      |                   |
| 2009 |                                               | How to Seduce Difficult Women | Gigi               |                   |
| 2010 |                                               | Something Fun                 | Katy               |                   |
| 2010 | Gyógyegér vacsorára                           | Dinner for Schmucks           | Julie              | Nemes Takách Kata |
| 2011 | Az igazi kaland                               | We Bought a Zoo               | Katherine Mee      |                   |
| 2013 |                                               | Gimme Shelter                 | Joanna Fitzpatrick |                   |
| 2013 | Vasember 3.                                   | Iron Man 3                    | Ellen Brandt       | Kovács Patrícia   |
| 2013 | R.I.P.D. – Szellemzsaruk                      | R.I.P.D.                      | Julia Walker       | Szinetár Dóra     |
| 2014 |                                               | Hit By Lightning              | Danita Jacobs      |                   |

### Televíziós szerepek
| Év        | Magyar cím    | Eredeti cím              | Szerep                 | Megjegyzések                               |
| --------- | ------------- | ------------------------ | ---------------------- | ------------------------------------------ |
| 2009      |               | A New York Thing         | Marie                  | tévéfilm                                   |
| 2010      |               | Lafayette: The Lost Hero | Adrienne de La Fayette | tévéfilm                                   |
| 2014–2015 | Hűtlen vágyak | Satisfaction             | Grace Truman           | főszereplő magyar hangja Nemes Takách Kata |
| 2016      | Feketelista   | The Blacklist            | Josephine              | 1 epizód                                   |
| 2018      |               | Bull                     | Annabel                | 1 epizód                                   |
| 2018–2023 |               | A Million Little Things  | Delilah Dixon          | főszereplő                                 |